# Chlorure de calcium
Le chlorure de calcium est le sel de calcium de l'acide chlorhydrique. 
Sa formule chimique est CaCl2 ; c'est un sel solide à la température ambiante, qui se comporte comme un sel d'halogénure typique, avec notamment une bonne conductivité électrique à l'état liquide et des liaisons chimiques ioniques. Il peut être obtenu directement à partir de la craie, mais il est également produit en grandes quantités comme produit secondaire de réactions mises en œuvre dans le procédé Solvay. 
C'est un matériau extrêmement hygroscopique au point d'être déliquescent (c'est-à-dire qu'il absorbe l'humidité de l'air jusqu'à s'y dissoudre) ; il est utilisé, notamment, pour cette qualité, comme dessiccant et absorbeur d'humidité. Il doit donc être conservé dans des récipients étanches. De ce fait, il n'existe comme minéral dans la nature que sous des formes hydratées :
- la sinjarite CaCl2 · 2 H2O, qui cristallise dans le système tétragonal ;
- l'antarcticite CaCl2 · 6 H2O, qui cristallise dans le système trigonal.

La réaction du produit anhydre avec l'eau est fortement exothermique.
Il est notamment utilisé dans des unités de réfrigération, pour le salage des routes par grands froids, ou dans les ciments. Il a également des utilisations alimentaires.

## Propriétés chimiques
Le chlorure de calcium peut servir de réservoir d'ions calcium en solution, par exemple pour séparer un autre ion par précipitation en utilisant le fait que de nombreux sels de calcium sont insolubles. La réaction suivante permet par exemple de séparer les ions phosphates en solution :
3 CaCl2(aq)  +  2 K3PO4(aq)  →  Ca3(PO4)2(s)  +  6 KCl(aq)
Le chlorure de calcium fondu peut être électrolysé pour obtenir du calcium métal :
CaCl2(l)  →  Ca(s)  +  Cl2(g)
On peut le trouver dans la craie directement.
Il a un goût amer.

### Solubilité aqueuse

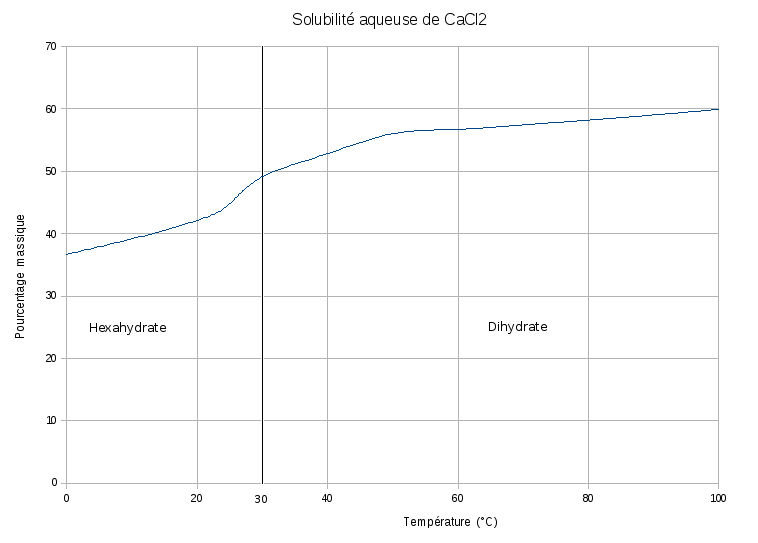
Solubilité aqueuse

## Préparation
Le chlorure de calcium est un produit secondaire de la fabrication de carbonate de sodium par le procédé Solvay. Il peut également être préparé en faisant réagir de l'acide chlorhydrique et du carbonate de calcium :
CaCO3(s)  +  2 HCl(aq) →  CaCl2(aq)  +  H2O(l)  +  CO2(g)
Quelle que soit la technique de production utilisée, le chlorure de calcium se trouve sous forme liquide trop diluée (environ 15 %) pour être transportée de manière économique. Afin de rendre le produit plus économique dans son transport, il peut subir différentes phases de concentration.
Ces opérations sont réalisées par un chauffage vers 180 °C sous vide via des évaporateurs à plusieurs effets pour atteindre des concentrations voisines de 75 %.
On atteint les concentrations commerciales proches de :
- 33 % (CaCl2·6H2O dilué - densité 1,33 - température de cristallisation - 30 °C) ;
- 42 % (CaCl2·6H2O dilué - densité 1,41 - température de cristallisation + 18 °C) ;
- 77-82 % (CaCl2·2H2O sous forme de paillettes, pellets ou poudres - température de cristallisation + 180 °C) ;
- > 96 % (CaCl2·0H2O sous forme de paillettes, pellets ou poudres - température de cristallisation > 180 °C).

C'est dans une majorité des cas le rapport prix de transport/prix de produit qui va déterminer la forme utilisée.
Dans une immense majorité des cas, le chlorure de calcium est utilisé sous sa forme liquide.

## Utilisations
En 2020, la Chine est le premier producteur mondial avec 818 000 t/an suivie des États-Unis (129 000 t/an). En 1990, son cours était de 182 $/t. C'est un composé qui possède de nombreuses applications. Du fait de son caractère très hygroscopique, il peut être utilisé pour sécher l'air, d'autres gaz ou des liquides organiques ou des semences. Lorsqu'il absorbe l'eau ou la vapeur d'eau de la substance à sécher, il se transforme en saumure : CaCl2 + 2 H2O → CaCl2·2H2O. Le processus de dissolution du chlorure de calcium est très exothermique et des températures supérieures à 60 °C peuvent être atteintes rapidement. L'ingestion de pastilles de chlorure de calcium peut donc occasionner de graves brûlures.
- Du fait de la chaleur émise lors du processus de dissolution, le chlorure de calcium peut être utilisé pour faire fondre de la glace. Il peut également agir à des températures plus basses que le chlorure de sodium. Pour cet usage, il se présente sous la forme de petites boules de quelques millimètres de diamètre (comme sur la photo au début de la page).
- Il est considéré comme moins toxique que le chlorure de sodium pour le sol et les plantes, mais il peut affecter la vie bactérienne du sol, et il a fait partie des herbicides homologués jusqu’au milieu des années 1950 (« Surtout efficace au stade végétatif et au moment du démarrage de la  végétation, l’emploi du sel comme herbicide de post - levée est décrit avec précision dans les ouvrages  de l’époque (Rabaté, 1933). Il pouvait être utilisé seul ou en association (de 33 à 60 % de sel suivant les  produits), par exemple avec du chlorate de soude pour le désherbage des moutardes sauvages et des  ravenelles ou pour du défanage. Le sel n’est plus cité comme produit homologué dans le premier index  de l’Acta en 1961 »[10] et il augmente la rapidité d'action de la simazine[11].
- Il est utilisé lors du mélange du béton pour accélérer la prise. Il n'augmente pas la résistance finale. Il a comme inconvénient de corroder les armatures du béton armé.
- Il est utilisé sur certaines autoroutes pour fixer la poussière : en réagissant avec l'humidité de l'air, il permet de maintenir une fine couche liquide à la surface de la chaussée ce qui maintient la poussière.
- Il est utilisé en alimentaire, no E509, notamment pour solidifier les alginates, gélifiant. De plus, il est ajouté aux aliments cuisinés industriellement pour augmenter la dureté cellulaire de la nourriture (affermissant, stabilisant et épaississant[12]), comme dans les cornichons (croquant[13]), olives, compotes de pommes, haricot-princesse en bocaux.
- Il est aussi utilisé en biologie moléculaire, celui-ci permet en effet de rendre des bactéries compétentes en dégradant leurs lipopolysaccharides de surface. Il les rend ainsi apte à la transformation par un vecteur. Il peut aussi servir comme agent de transfection cellulaire avec des cellules animales.
- Les solutions de CaCl2 ont la propriété de rendre les parois cellulaires de certaines bactéries plus poreuses (notamment E. coli). Cela en fait un produit utilisé en laboratoire dans la recherche génétique.
- Le chlorure de calcium est utilisé pour sécher le varech (mélange d’algues) servant à la production de carbonate de sodium.
- Il est aussi utilisé dans des déshumidificateurs à sels pour absorber l’humidité de l’air dans les environnements domestiques et autres.
- Le chlorure de calcium est utilisé pour augmenter la dureté de l'eau dans les piscines. Cela réduit l'érosion du béton dans la piscine. Par le principe de Le Chatelier et l'effet d'ion commun, augmenter la concentration de calcium dans l'eau réduira la dissolution des composés à base de calcium présents dans le béton. [réf. nécessaire]
- Dans les aquariums marins, du chlorure de calcium est ajouté afin de fournir du calcium bio-disponible pour les animaux à coquille comme les mollusques et certains cnidaires. L'eau de chaux ou un réacteur à calcium peut être également utilisé pour introduire du calcium dans l'eau. Cependant, l'addition de chlorure de calcium est la méthode la plus rapide et est celle qui a le moins d'effet sur le pH.
- En agroalimentaire et alimentation :
  - en tant qu'agent affermissant, le chlorure de calcium est utilisé pour les légumes en conserve, pour le lait de soja caillé dans le tofu et pour la production d'un substitut de caviar à partir de jus de légumes ou de fruits[14] ;
  - il est communément utilisé comme électrolyte dans des boissons pour le sport et d'autres, y compris de l'eau en bouteille ;
  - la propriété qu'a le chlorure de calcium d'abaisser les points de fusion est utilisée pour ralentir la solidification du caramel dans les barres chocolatées ;
  - pour le brassage de la bière, le chlorure de calcium est parfois utilisé pour combler les insuffisances en minéraux de l'eau de brassage. Il affecte le goût et les réactions chimiques durant le brassage, et peut également affecter l'action de la levure durant la fermentation ;
  - le chlorure de calcium est parfois ajouté au lait traité ou transformé afin de restaurer l'équilibre naturel entre calcium et protéines dans la caséine lors de la confection du fromage ;
  - il est fréquemment ajouté aux tranches de pommes pour conserver leur texture.
- Usages médicaux :
  - il est injecté pour traiter les brûlures internes à l'acide fluorhydrique ;
  - il peut être utilisé pour traiter les intoxications au magnésium ;
  - il peut aider à protéger le myocarde de niveaux dangereusement hauts de potassium dans le sang dans l'hyperkaliémie.

## Sécurité[15]
Le chlorure de calcium est irritant car il dessèche la peau. C'est pourquoi il doit être manipulé avec des gants. Sa manipulation est donc peu dangereuse, mais il ne doit pas être ingéré car c’est un solide (pastilles généralement) qui se dissout dans l’eau. Comme il réagit de manière exothermique avec l'eau, il peut occasionner des brûlures de la bouche ou de l'œsophage.
L’ingestion de solution concentrée ou de produit solide peut causer une irritation gastro-intestinale ou une ulcération.
La prise de chlorure de calcium comprend d’autres effets secondaires possibles :
- un goût crayeux (poussiéreux, calcaire) dans la bouche ;
- des bouffées de chaleur ;

- une baisse de tension ;
- une perte d’appétit ;
- des douleurs à l’estomac ;
- des nausées ;
- des vomissements ;

- des perturbations mentales ;
- une soif extrême ;
- des douleurs osseuses ;
- des calculs rénaux ;
- une arythmie cardiaque ;
- un coma.

N’importe lequel de ces symptômes peut être le signe d’un trop haut niveau de calcium dans le sang (hypercalcémie).
De plus, les sels de chlorure de calcium ont tendance à contenir une petite quantité de métaux, d’aluminium en particulier. Ainsi, au fil du temps ces métaux peuvent s’accumuler dans l’organisme et avoir un effet toxique pour celui-ci.